# 佩尔姆
佩尔姆是德国莱茵兰-普法尔茨州的一个市镇。总面积10.06平方公里，总人口983人，其中男性499人，女性484人（2011年12月31日），人口密度98人/平方公里。